# Grube Romeo
Die Grube Romeo ist eine ehemalige Eisen-Grube des Bensberger Erzreviers in Bergisch Gladbach. Das Gelände gehört zum Stadtteil Katterbach. Das Mutungsgesuch datiert vom 10. November 1853. Es wurde wiederholt am 1. Dezember 1865. Die Verleihungsurkunde stammt vom 18. April 1867 auf Eisenerze. Das Grubenfeld befand sich in der Umgebung von Seelsheide und Hoppersheide. Das Waldgelände hinter dem Haus Leuchter Gemark 6 ist mit verschiedenen Einzäunungen durchzogen. Spuren von Bergbau sind nicht mehr eindeutig zu finden. Über die Betriebstätigkeiten ist nichts Näheres bekannt.